# Bahnhof Okaya
Der Bahnhof Okaya (jap. 岡谷駅 Okaya-eki) ist ein Bahnhof auf der japanischen Insel Honshū. Er wird von der Bahngesellschaft JR East betrieben und befindet sich in der Präfektur Nagano auf dem Gebiet der Stadt Okaya.

## Verbindungen
Okaya ist ein Trennungsbahnhof, an der sich zwei Streckenäste der Chūō-Hauptlinie verzweigen. Sie gehört zu den bedeutendsten Bahnstrecken Japans und führt von Tokio durch das Bergland der Japanischen Alpen nach Nagoya. Der nördliche Streckenast führt durch den Enrei-Tunnel direkt nach Shiojiri, der südliche über Tatsuno.
Im Fernverkehr bietet JR East den Schnellzug Azusa an, der im Stundentakt von Shinjuku über Kōfu, Okaya und Shiojiri nach Matsumoto fährt. Je ein Zugpaar täglich verbindet den Bahnhof Tokio mit Matsumoto, Shinjuku mit Minami-Otari (an der Ōito-Linie) sowie Chiba mit Matsumoto. Im Nahverkehr fahren Regionalzüge im angenäherten Stundentakt von Matsumoto über Shiojiri und Okaya nach Kōfu, der während der Hauptverkehrszeit ungefähr zu einem Halbstundentakt verdichtet wird. In einzelnen Fällen fahren die Züge ab Nagano, in anderen von Kōfu aus weiter nach Ōtsuki und Takao. Zwar gehört der Abschnitt Okaya–Tatsuno der Chūō-Hauptlinie zum Einzugsgebiet von JR East, er bildet aber mit der Iida-Linie eine betriebliche Einheit, weshalb überwiegend Züge von JR Central verkehren. Einmal täglich verbindet der Eilzug Misuzu Iida mit Tatsuno, Okaya, Shiojiri, Matsumoto und Nagano. Im Regionalverkehr besteht ein angenäherter Stundentakt von Okaya über Tatsuno und Iida nach Tenryūkyō.
Auf dem Bahnhofsvorplatz befindet sich ein kleiner Busterminal. Dieser wird von zwei Linien des städtischen Busbetriebs Shiriku Bus sowie von Fernbussen verschiedener Anbieter bedient. Hinzu kommt eine weitere Haltestelle an der Südseite mit je einer Linie von Shiriku Bus und Swan Bus.

## Anlage
Der Bahnhof steht an der Grenze zwischen den Stadtteilen Honchō im Norden und Tenryūchō im Süden. Das Stadtzentrum liegt in nordöstlicher Richtung. Unmittelbar westlich des Bahnhofs überspannt der 60 m hohe Okaya-Viadukt der Nagano-Autobahn die Bahnstrecke, das Okaya-Autobahndreieck befindet sich etwa 300 m südlich des Bahnhofs am gegenüberliegenden Ufer des Flusses Tenryū und mündet in die Chūō-Autobahn, der Suwa-See liegt etwa 700 m östlich. Nach dem Autobahnviadukt und einer darauffolgenden Brücke über den Tenryū verzweigt sich die Chūō-Hauptlinie in zwei Streckenäste: Der nördliche führt durch den Enrei-Tunnel direkt nach Shiojiri, der südliche macht einen längeren Umweg über Tatsuno.
Die ebenerdige Anlage ist annähernd von Nordosten nach Südwesten ausgerichtet und umfasst fünf Gleise, von denen vier dem Personenverkehr dienen. Diese liegen an einem Mittelbahnsteig und an einem Zungenbahnsteig, die beide zum größten Teil überdacht sind. Letzterer ist an das Empfangsgebäude an der Nordseite angebaut. Der Mittelbahnsteig ist über eine gedeckte Fußgängerbrücke mit dem Bahnhofsvorplatz an der Nord- und einem Parkplatz an der Südseite verbunden. Das Empfangsgebäude ist ein eingeschossiger Betonbau aus dem Jahr 1952, dessen Außenwände mit roten Backsteinen verkleidet sind. An der Südseite des Bahnhofs (neben dem Parkplatz) befindet sich ein von JR Freight betriebener Containerterminal, der jedoch nicht von Güterzügen bedient wird, da in dem Bereich keine Gleise verlegt sind. Stattdessen verkehren Lastwagen vom und zum Bahnhof Minami-Matsumoto an der Shinonoi-Linie, wo das Umladen von und auf Güterzüge erfolgt.
Im Fiskaljahr 2019 nutzten durchschnittlich 3106 Fahrgäste täglich den Bahnhof.

## Bilder

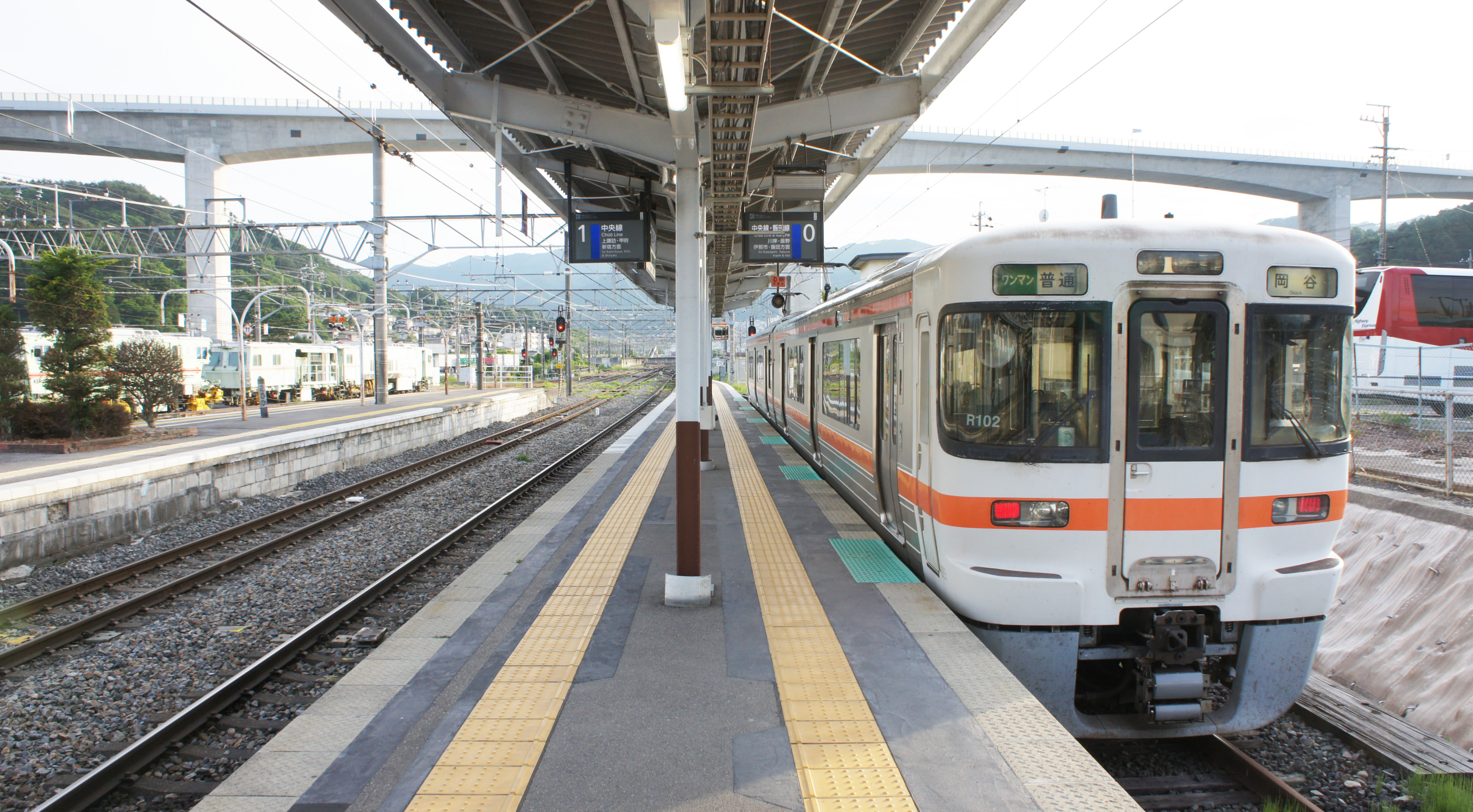
Bahnsteig 0/1
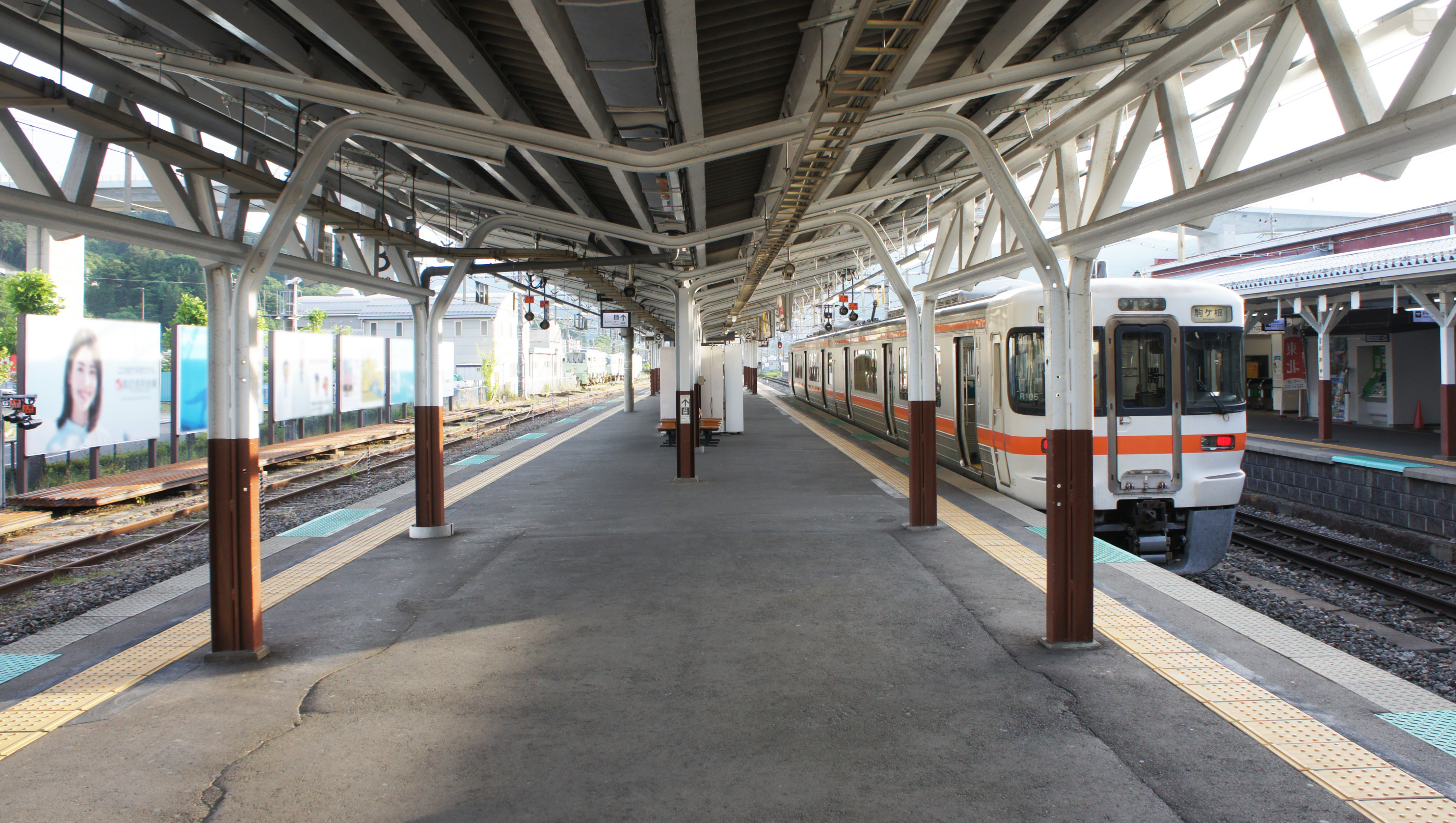
Bahnsteig 2/3
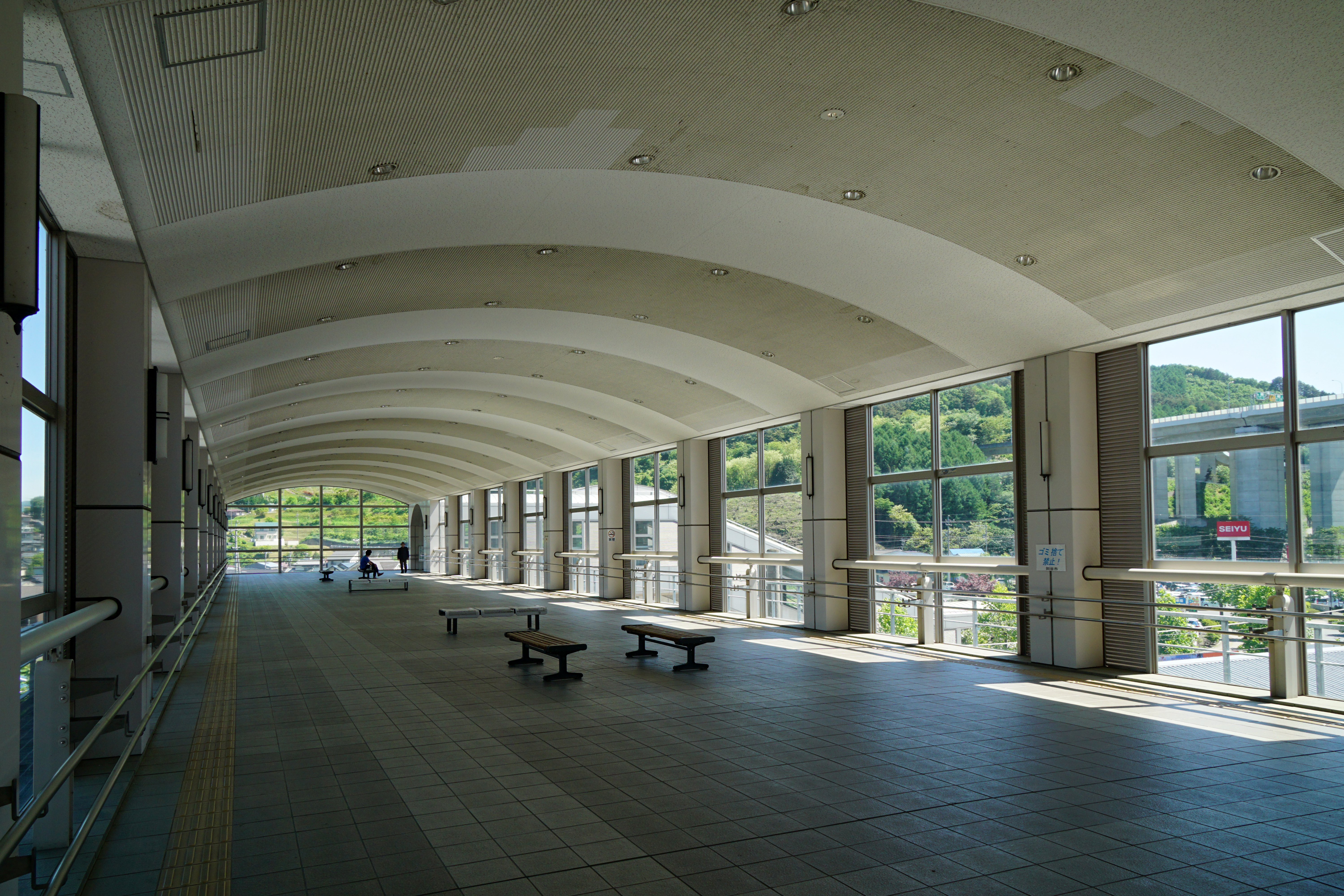
Fußgängerbrücke
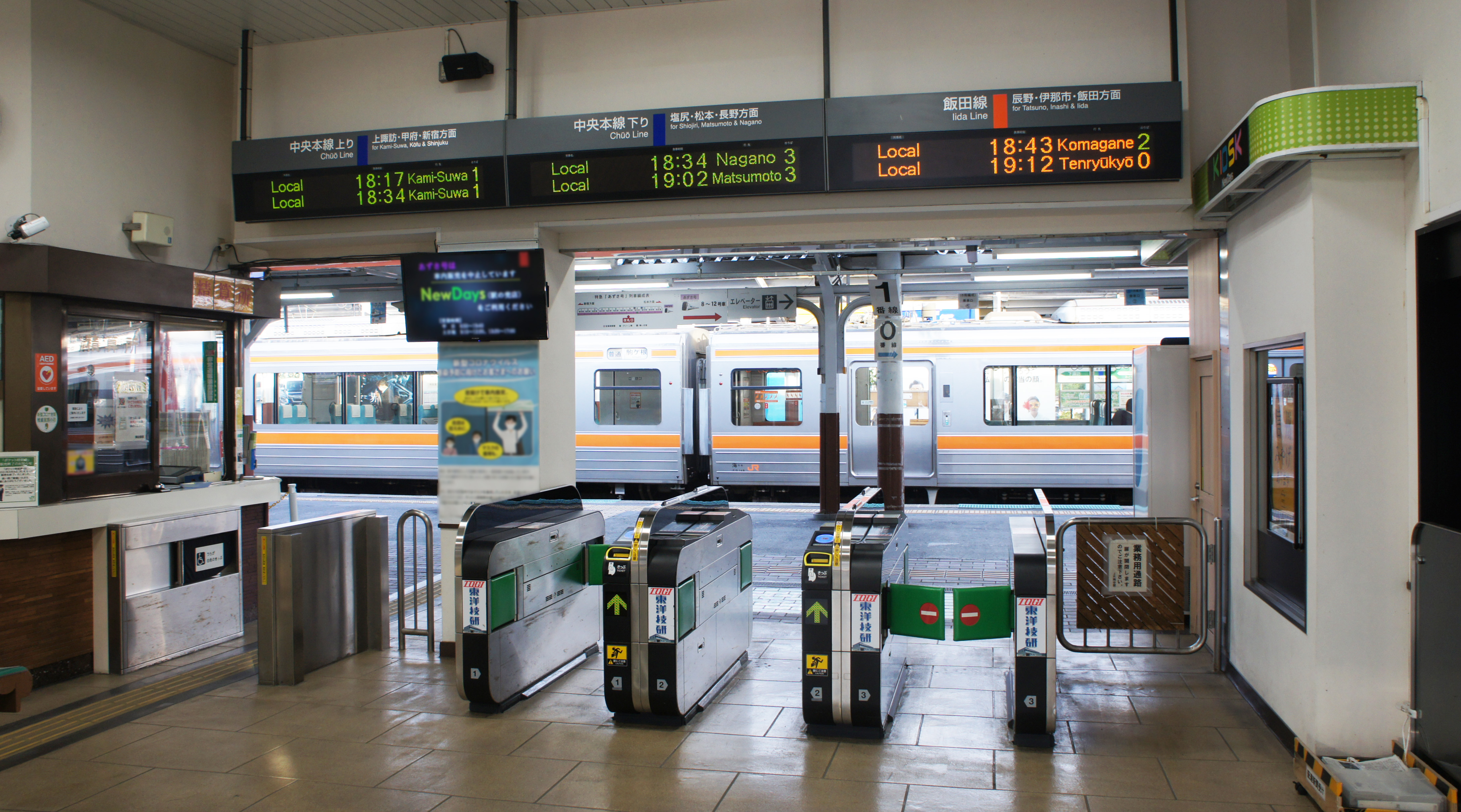
Bahnsteigsperren
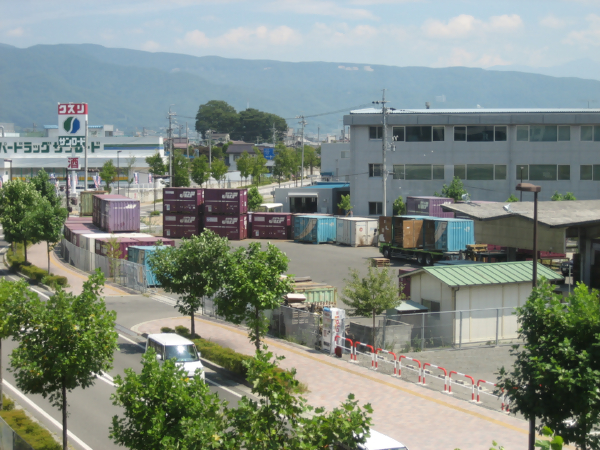
Containerterminal
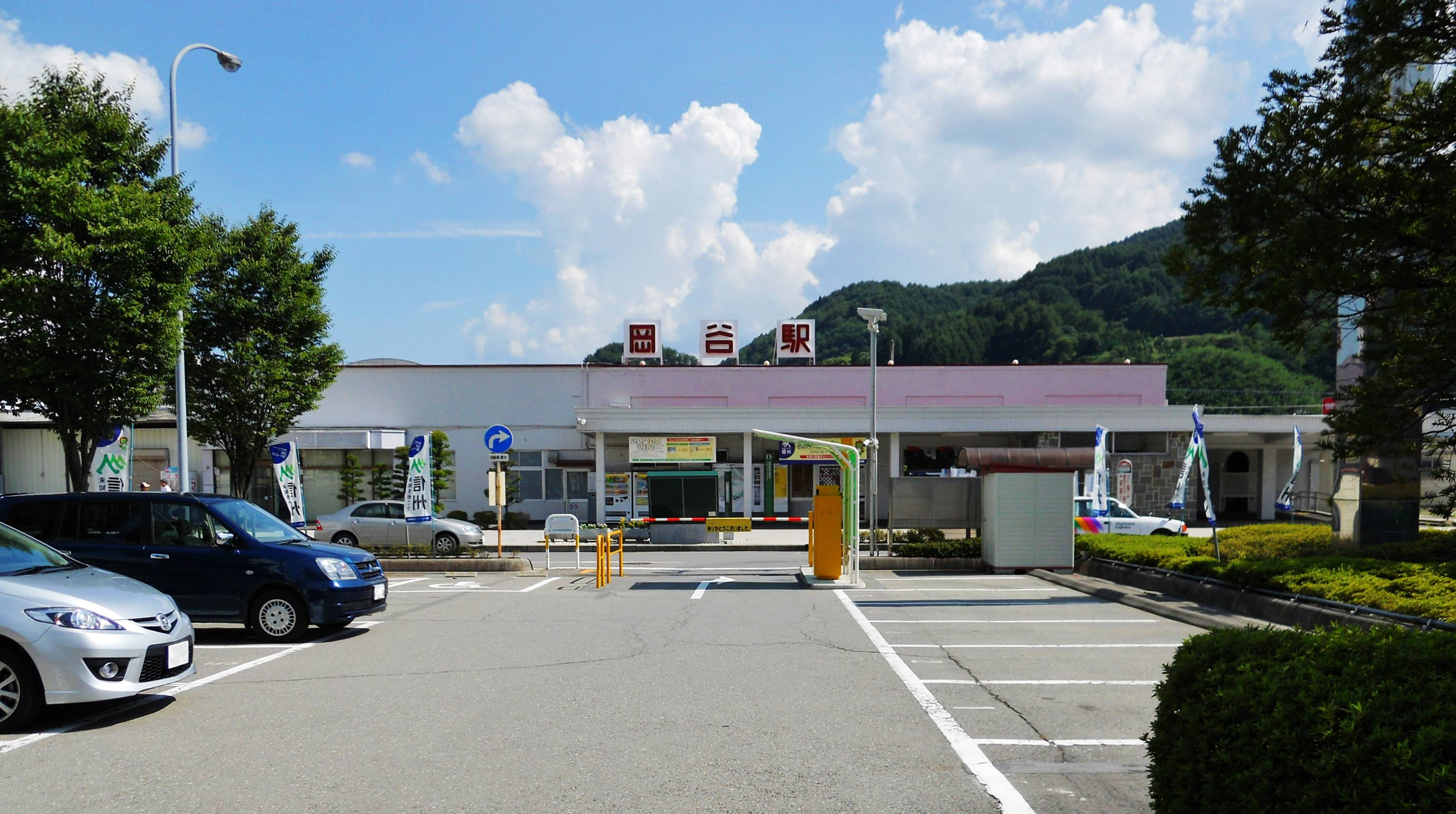
Bahnhofsgebäude vor der Sanierung (August 2010)

## Gleise
| 0   | ▉ Chūō-Hauptlinie | Tatsuno • Iida • Tenryūkyō                    |
| 1   | ▉ Chūō-Hauptlinie | Kobuchizawa • Kōfu • Takao • Shinjuku • Tokio |
| 2/3 | ▉ Chūō-Hauptlinie | Shiojiri • Matsumoto • Nagano                 |

## Linien
| Verlauf der Chūō-Hauptlinie |
| --- |
| Takao • Sagamiko • Fujino • Uenohara • Shiotsu • Yanagawa • Torisawa • Saruhashi • Ōtsuki • Hatsukari • Sasago • Kai-Yamato • Katsunuma-budōkyō • Enzan • Higashi-Yamanashi • Yamanashishi • Kasugaichō • Isawa-Onsen • Sakaori • Kōfu • Ryūō • Shiozaki • Nirasaki • Shimpu • Anayama • Hinoharu • Nagasaka • Kobuchizawa • Shinano-Sakai • Fujimi • Suzurannosato • Aoyagi • Chino • Kami-Suwa • Shimo-Suwa • Okaya • Midoriko • Shiojiri • Seba • Hideshio • Niekawa • Kiso-Hirasawa • Narai • Yabuhara • Miyanokoshi • Harano • Kiso-Fukushima • Agematsu • Kuramoto • Suhara • Ōkuwa • Nojiri • Jūnikane • Nagiso • Tadachi • Sakashita • Ochiaigawa • Nakatsugawa • Mino-Sakamoto • Ena • Takenami • Kamado • Mizunami • Tokishi • Tajimi • Kokokei • Jōkōji • Kōzōji • Jinryō • Kasugai • Kachigawa • Shin-Moriyama • Ōzone • Chikusa • Tsurumai • Kanayama • Nagoya Tatsuno-Zweigstrecke: Okaya • Kawagishi • Tatsuno • Shinano-Kawashima • Ono • Shiojiri |

## Geschichte
Das staatliche Eisenbahnamt (das spätere Eisenbahnministerium) eröffnete den Bahnhof am 25. November 1905, zusammen mit dem von Fujimi bis hierhin führenden Abschnitt der Chūō-Hauptlinie. Etwas mehr als ein halbes Jahr lang war hier Endstation, bis zur Inbetriebnahme des daran anschließenden Teilstücks über Tatsuno nach Shiojiri am 11. Juni 1906. Im Jahr 1952 ersetzte die Japanische Staatsbahn das ursprüngliche Empfangsgebäude durch einen Neubau. Der am 5. Juli 1983 nach neunjähriger Bauzeit eröffnete Enrei-Tunnel verkürzte die Entfernung nach Shiojiri um 16 km, wodurch sich die Fahrtzeit um bis zu 26 Minuten verringerte. Am 1. November 1986 stellte die Staatsbahn den konventionellen Güterumschlag ein und eröffnete stattdessen einen Containerterminal als Ersatz. Im Rahmen der Staatsbahnprivatisierung ging der Bahnhof am 1. April 1987 in den Besitz der neuen Gesellschaft JR East über, während JR Freight den Betrieb des Containerterminals übernahm. 2015/16 erfolgte eine umfassende Renovierung des Empfangsgebäudes.